# Aschot Aschotowitsch Mndojanz
Aschot Aschotowitsch Mndojanz (russisch Ашот Ашотович Мндоянц, armenisch Աշոտ Մնդոյանց; * 28. Dezember 1909jul. / 10. Januar 1910greg. in Batumi, Russisches Kaiserreich; † 29. September 1966 in Moskau, Sowjetunion) war ein sowjetisch-armenischer Architekt und Stadtplaner, der mit Michail Possochin und weiteren Architekten eine Vielzahl an Großprojekten in Moskau entwarf. Während sie ihre ersten Projekte im Stil des Sozialistischen Klassizismus entwarfen, wandelte sich in den 1960er Jahren ihre Architektursprache der Moderne zu.

## Leben
Mndojanz studierte an der Fakultät für Architektur des Polytechnikums der Bildenden Künste und am Institut für Bauingenieure und Bauingenieure in Odessa (1928 bis 1932). Von 1932 bis 1935 arbeitete er in Batumi, wo er von 1934 bis 1935 Chefarchitekt der Stadt war. Anschließend ging er nach Moskau. Dort arbeitete er unter Alexei Schtschussew.

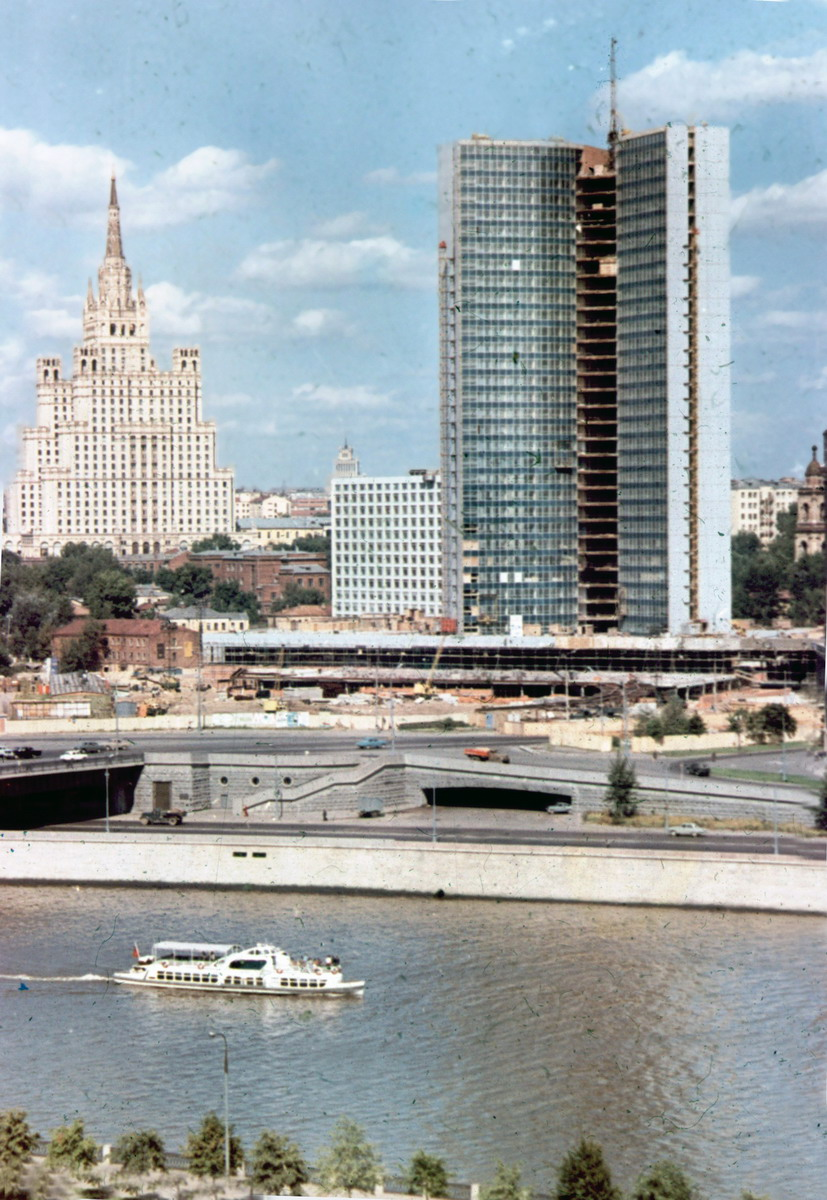
Hauptverwaltungsgebäude des RGW (1970)

1941 beteiligte er sich am Bau von Verteidigungsanlagen in Moskau. 1945 war er am Wiederaufbau des Moskauer Rathauses beteiligt. In den 1960er Jahren arbeitete er mit Michail Possochin an diversen Großprojekten in Moskau.
Er wurde nach seinem Tod 1966 auf dem Nowodewitschi-Friedhof in Moskau beerdigt.

## Werke (Auswahl)
- 1948–54 (mit Michail Possochin und anderen): Wohnhaus am Kudrinskaja-Platz
- 1960–61 (mit Michail Possochins und anderen): Staatlicher Kremlpalast
- 1964–69 (mit Michail Possochins und anderen): Hochhäuser am Kalinin-Prospekt (postum fertiggestellt)
- 1964–70 (mit Michail Possochins und anderen): Hauptverwaltungsgebäude des RGW (postum fertiggestellt)
- 1967 (mit Michail Possochins und anderen): Sowjetischer Pavillon auf der Expo 67 (postum fertiggestellt)

## Auszeichnungen
- 1949: Stalinpreis zweiten Grades für ein 16-stöckiges Gebäude am Wosstanija-Platz
- 1962: Leninpreis für den Entwurf des Staatlichen Kremlpalasts
- Orden des Roten Banners der Arbeit
- Zweimal Ehrenzeichen der Sowjetunion
- Medaille „Für heldenmütige Arbeit im Großen Vaterländischen Krieg 1941–1945“
- Medaille „In Erinnerung an den 800. Jahrestag von Moskau“